# Radesingel (Groningen)
De Radesingel is een singel aan de zuidrand van het oude centrum van de stad Groningen.
De Radesingel ligt in het verlengde van de Heresingel, tussen de Verlengde Oosterstraat en de Winschoterkade. De straat werd aangelegd in het laatste kwart van de negentiende eeuw, na de slechting van de Groninger stadswallen. Aan de oostkant wordt de singel doorkruist door de Trompstraat, die leidt naar de Trompbrug.
Aan het begin van de Radesingel werd in 1908 een fontein geplaatst, die in 1951 werd vervangen door een bronzen Veulen van Wladimir de Vries. Er tegenover, aan de noordkant van de straat, staat de neogotische Sint-Jozefkerk van Pierre Cuypers, de kathedrale kerk van het bisdom Groningen-Leeuwarden. Aan de rand van de Rademarkt, ter hoogte van de kerk, stond tot eind 19e eeuw de Oosterpoort. Zes panden aan de Radesingel zijn aangewezen als rijksmonument en tien als gemeentelijk monument.

## Monumenten
De rijks- en gemeentelijke monumenten aan de Radesingel zijn:
| Object                                          | Bouwjaar  | Architect                          | Monument  | Afbeelding |
| ----------------------------------------------- | --------- | ---------------------------------- | --------- | ---------- |
| Radesingel 1 Winkel-woonhuis                    | ca. 1890  |                                    | GM 103182 |            |
| Radesingel 2 Sint-Jozefkerk                     | 1885-1887 | Pierre Cuypers en Joseph Cuypers   | RM 18669  |            |
| Radesingel 3 Herenhuis                          | ca. 1895  |                                    | GM 103180 |            |
| Radesingel 4 Pastorie Sint-Jozefkerk            | 1886-1887 | Pierre Cuypers                     | RM 486300 |            |
| Radesingel 5 Herenhuis                          | ca. 1895  |                                    | GM 103926 |            |
| Radesingel 7 Herenhuis in eclectische stijl     | 1898      | W.P. Ros                           | GM 103182 |            |
| Radesingel 9 Herenhuis in eclectische stijl     | 1898      | W.P. Ros                           | GM 103183 |            |
| Radesingel 11 Herenhuis                         | ca. 1895  |                                    | GM 103184 |            |
| Radesingel 13 Herenhuis in eclectische stijl    | 1899-1900 | Piebe Belgraver                    | RM 486292 |            |
| Radesingel 15 Herenhuis in eclectische stijl    | 1899-1900 | Piebe Belgraver                    | RM 486954 |            |
| Radesingel 17 Herenhuis in eclectische stijl    | 1899-1900 | Piebe Belgraver                    | RM 483187 |            |
| Radesingel 19 Herenhuis in eclectische stijl    | 1899-1900 | Piebe Belgraver                    | RM 483195 |            |
| Radesingel 20-22 Herenhuis in eclectische stijl | ca. 1890  |                                    | GM 103206 |            |
| Radesingel 25 Herenhuis                         | ca. 1895  |                                    | GM 103187 |            |
| Radesingel 41-43 Appartementencomplex           | 1952-1954 | Job Hansen en A.J. Overzet         | GM 104372 |            |
| Radesingel 50 Oorspronkelijk kantoorgebouw      | 1959-1961 | Evert van Linge en Arend van Linge | GM 104407 |            |

Achter de Muur · 
Akerkhof · 
Akerkstraat · 
Broerstraat · 
Brugstraat ·
Bruine Ruiterstraat ·
Burchtstraat · 
Butjesstraat ·
Carolieweg ·
Coehoornsingel · 
Donkersgang · 
Driften · 
Emmaplein · 
Folkingestraat · 
Folkingedwarsstraat ·
Ganzevoortsingel · 
Gasthuisstraatje ·
Gedempte Kattendiep ·
Gedempte Zuiderdiep ·
Gelkingestraat ·
Grote Kromme Elleboog ·
Grote Markt ·
Guldenstraat ·
Guyotplein ·
Haddingestraat ·
Haddingedwarsstraat ·
Hardewikerstraat ·
Hereplein · 
Herebinnensingel ·
Heresingel ·
Herestraat ·
Hoekstraat ·
Hofstraat ·
Hoge der A ·
Hoogstraatje ·
Jacobijnerstraat ·
Kleine der A ·
Kattenhage ·
Kleine Kromme Elleboog ·
't Klooster ·
Kostersgang ·
Koude Gat ·
Kreupelstraat ·
Kwinkenplein ·
De Laan ·
Lage der A ·
Lopende Diep ·
Lutkenieuwstraat ·
Marktstraat ·
Martinikerkhof ·
Munnekeholm ·
Muurstraat ·
Naberstraat ·
Nieuwe Boteringestraat ·
Nieuwe Ebbingestraat ·
Nieuwe Kerkhof ·
Nieuwe Kijk in 't Jatstraat ·
Nieuwe Markt ·
Nieuwstad ·
Noorderhaven ·
Oosterstraat ·
Ossenmarkt ·
Oude Boteringestraat ·
Oude Ebbingestraat ·
Oude Kijk in 't Jatstraat ·
Papengang ·
Pausgang · 
Pelsterstraat ·
Peperstraat ·
Poelestraat ·
Praediniussingel ·
Rademarkt ·
Radesingel ·
Reitemakersrijge ·
Rode Weeshuisstraat ·
Schoolstraat · 
Schoolholm · 
Schuitemakersstraat ·
Schuitendiep · 
Sieboldsgang · 
Singelstraat · 
Sint Jansstraat ·
Sint Walburgstraat ·
Spilsluizen ·
Stationsstraat ·
Steentilstraat ·
Stoeldraaierstraat · 
Torenstraat · 
Turfstraat ·
Turfsingel ·
Turftorenstraat ·
Ubbo Emmiussingel ·
Vismarkt ·
Visserstraat ·
Waagstraat ·
Zoutstraat ·
Zwanestraat